# 秋田大学の人物一覧
秋田大学の人物一覧（あきただいがくのじんぶついちらん）は、秋田大学に関係する人物の一覧記事。

## 教員

### 師範・学芸学部・教育学部・教育文化学部
- 四反田素幸 - 教育文化学部教授（作曲家）。秋田大学教育文化学部附属幼稚園園長を兼務。
- 滝沢菊太郎 - 師範学校校長
- 青木保 - 師範学校副校長
- 高野桂一 - 教育学
- 鶴光代 - 臨床心理学
- 八巻秀 - 臨床心理学
- 戸田金一 - 教育史・教育学
- 山田正行 - 教育社会学
- 中村満紀男 - 特殊教育
- 納谷友一 - 英語教育
- 松本奈緒 - 体育科教育
- 今村義孝 - 日本史学
- 新野直吉 - 日本史学、学長
- 熊田亮介 - 日本史学
- 對馬達雄 - 西洋史学
- 中井和夫 - 西洋史学（ウクライナ史）
- 斎藤功 - 地理学
- 山下清海 - 人文地理学
- 加藤一夫 - 経済学
- 乙藤岳志 - 原子核理論
- 金田明彦 - 物理学
- 林信太郎 - 火山学
- 花岡千春 - 器楽
- 小田島樹人 - 音楽
- 葛西康 - 美術
- 加納重文 - 国文学
- 錦仁 - 国文学
- 丸山一彦 - 国文学
- 志立正知 - 国文学
- 小宮正安 - ドイツ文学
- 濱口富士雄 - 漢文学
- 眞方忠道 - ギリシャ哲学
- 工藤綏夫 - 倫理学

### 鉱専・鉱山学部・工学資源学部・理工学部・国際資源学部
- 加藤康郎 - 秋田鉱山専門学校助教授、藤島町町長。
- 渡辺武男 - 鉱床学・鉱物学、学長
- 渡辺万次郎 - 鉱床学、学長
- 藤岡一男 - 地質学
- 吉村昇 - 基礎電気工学
- 大橋良一 - 地質学・鉱床学
- 佐々木芳宏 - 機械力学・流体工学
- 高島勲 - 地球科学・地質学
- 永田和宏 - 細胞生物学

### 医学部
- 伊藤邦彦 - 薬学
- 高橋睦正 - 放射線医学
- 滝澤行雄 - 公衆衛生

## 出身者
- 内藤湖南（1866-1934、師範卒、東洋史学）
- 中村千代松（1867-1941、師範卒、政治家・ジャーナリスト）
- 笹田直二郎（1891-1955、鉱専1期卒、日窒コンツェルン首脳陣）
- 地崎宇三郎（1897-1951、鉱専中退、政治家）
- 滑川道夫（1906-1992、師範卒、教育学者、『北方教育』）
- 山口武平（1921-2018、鉱専卒、茨城県議会議員）
- 大野篤美（1925-2017、鉱専卒、金属工学者）
- 山川久明（1925-2005、鉱専卒、実業家・元学校法人旭川大学理事長）
- 滝田政治（1926-、鉱専卒、元プロ野球選手）
- 牧野由朗（1926-2016、鉱専卒、社会学者）
- 中里信男（1927-2013、鉱専中退、政治家）
- 細谷昭雄（1927-2014、学芸学部卒、政治家）
- 加藤富夫（1928-1977、学芸学部卒、作家・第27回文學界新人賞）
- 加藤日出男（1929-2019、鉱専中退、社会運動家・随筆家、若い根っこの会会長）
- 田下和男（1929-、鉱山学部卒、北海学園北見大学名誉教授）
- 伊藤弥四夫（1929-2002、師範卒、版画家・美術教育者）
- 金田明彦（1940-、元秋田大学助教授、オーディオ回路設計者）
- 吉村昇（1943-、鉱山学部卒、工学者）
- 藤田のぼる（1950-、教育学部卒、児童文学研究者・児童文学作家）
- 天野政千代（1950-2008、教育学部卒、英語学者、名古屋大学教授）
- 南木佳士（1951-、医学部卒、医師、小説家、芥川賞受賞）
- 佐々木芳宏（秋田大学助教授）
- 吉村和就（教育学部卒、国際連合事務局経済社会局環境審議官）
- 蔡安邦（1958-、鉱山学部卒、物理学者・東北大学教授）
- 林為人（鉱山学研究科修了、地球科学者・京都大学教授）
- 湯瀬裕昭（1963-、鉱山学部卒、静岡県立大学経営情報学部准教授）
- 森田豊（1963-、医学部卒、医師・医療ジャーナリスト）
- 宇奈月満（1968-、鉱山学部卒、ローカルタレント）
- 千田要一（1972-、医学部卒、精神医学、心身医学、ポジティブ心理学、HSUプロフェッサー）
- 沼谷純（1973-、教育学部卒、秋田市長）
- 平沼義之（1977-、教育学部中退、フリーライター）
- 遠田志帆（1979-、教育文化学部卒、イラストレーター）
- 阿部雅龍（1982-、工学資源学部卒、冒険家・「夢を追う男」）
- 丹後谷愛（1986-、元さくらんぼテレビアナウンサー）
- 加藤智也（1986-、ミヤギテレビアナウンサー）
- 相内抄彩（1992-、教育文化学部卒、山形放送アナウンサー）